# Big John Studd
John William Minton (Butler, Pensilvania, 19 de febrero de 1948 - 20 de marzo de 1995) fue un luchador profesional estadounidense y actor que nació y se crio en Butler, Pennsylvania, más conocido por su nombre en el ring, Big John Studd.
Studd fue entrenado por la leyenda de la lucha libre Killer Kowalski.

## World Wrestling Federation (1982-1986; 1988-1989)

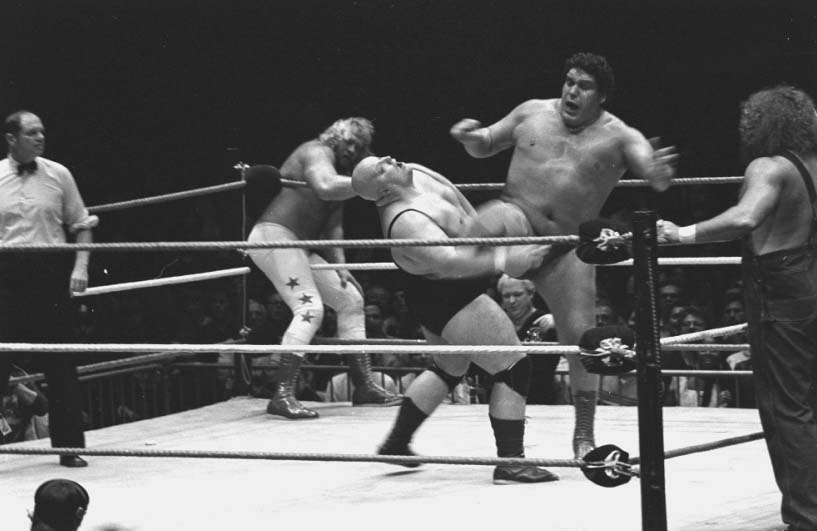
Toma clásica a blanco y negro de lucha libre de André the Giant dándole su bota "talla 20" a King Kong Bundy. En el centro, a la izquierda con los pantalones blancos de tres estrellas, está Big John Studd, mientras que de pie fuera del ring, en el extremo derecho, está Hillbilly Jim.

Studd saltó a la World Wrestling Federation a finales de 1982, y fue emparejado con el gerente "con clase" Freddie Blassie. Studd se convirtió rápidamente en un monster heel, la adopción de gimmick de traer una camilla al ring y golpear a sus oponentes tan mal serían llevados a cabo en la camilla.
Studd comenzó un feudo con Andre The Giant, el feudo duró varios meses, en Wrestlemania pelearon en un "Bodyslam Challenge", que consiste en hacerle un Bodyslam al rival el combate se jugó por 10 000 (y más tarde, 15 000 dólares) al que puedo ejecutar el movimiento (Bodyslam) primero, Studd perdió el combate.
En 1984 todavía estaba en feudo con Andre, Studd estaba desafiando a al entonces nuevo campeón Hulk Hogan por el título Hogan Ganó en la mayoría de los combates.
Después de Wrestlemania, Studd formó una alianza con King Kong Bundy, los dos atacaron a Andre house show en el Verano de 1985, hiriendo el esternón de Andre. Continuaron su feudo con Andre hasta 1986. Ese mismo año Studd participó en un Battle Royal de 20 hombres en Wrestlemania 2, pero no logró ganar, siendo Andre el quien ganara.

## 1988-1989
Después de retirarse durante dos años, Studd anunció su regreso a la WWF Brother Love Show como un Face, donde tuvo un feudo con la familia Heenan incluyendo a Andre The Giant que se había convertido en Heel durante la ausencia de Studd. Studd Ganó el Royal Rumble de 1989 que muchos consideran como el mayor logro de su carrera WWF. Studd luego fue árbitro especial en el combate entre Jake "The Snake" Roberts y André el Gigante en WrestleMania V. El último combate de Studd con la WWF fue el 4 de junio de 1989 con Hillbilly Jim, poco después se volvió a retirar, esta vez de manera definitiva.

## Campeonatos y logros
- Championship Wrestling from Florida
  - NWA Florida Global Tag Team Championship (1 vez) — con Jimmy Garvin

- European Wrestling Union
  - EWU World Super Heavyweight Championship (1 vez)

- Georgia Championship Wrestling
  - NWA National Tag Team Championship (1 vez) — con Super Destroyer

- Maple Leaf Wrestling
  - NWA Canadian Heavyweight Championship (Toronto version) (1 vez)

- Mid-Atlantic Championship Wrestling
  - NWA Mid-Atlantic Tag Team Championship (4 veces) — con Ric Flair (1), Ken Patera (1), Masked Superstar #1 (1), y Roddy Piper (1)

- NWA Big Time Wrestling
  - NWA American Heavyweight Championship (1 vez)
  - NWA Texas Tag Team Championship (1 vez) — con Bull Ramos

- NWA Mid-Pacific Promotions
  - NWA North American Heavyweight Championship (Hawaii version) (1 vez)
  - NWA Hawaii Tag Team Championship (1 vez) — con Buddy Rose

- NWA Southern Championship Wrestling
  - NWA Tennessee Southern Heavyweight Championship (1 vez)

- World Championship Wrestling
  - WCW Hall of Fame (Clase de 1995)

- World Wrestling Association
  - WWA World Tag Team Championship (1 vez) — con Ox Baker[5]

- World Wide Wrestling Federation / World Wrestling Entertainment
  - WWWF World Tag Team Championship (1 vez) — con Killer Kowalski
  - Royal Rumble (1989)
  - WWE Hall of Fame (Clase de 2004)

- Pro Wrestling Illustrated
  - Equipo del año (1976) — con #1 (The Executioners)[6]
  - Ubicado en el #60 de los "PWI" 500 en 2003[7]